# 三角裁定取引
三角裁定取引 (さんかくさいていとりひき、トライアングルアービトラージ、英: Triangular arbitrage) は、外国為替市場や暗号通貨市場における3つの異なる通貨間の価格の不一致から生じる裁定取引の機会を利用して取引する行為です。

## 概要
三角裁定取引の戦略には、最初の通貨を2番目の通貨、2番目の通貨を3番目の通貨、3番目の通貨を最初の通貨と交換する取引を行います。3つの通貨間の価格が不一致になる機会が発生すると、トレーダーは価格の不一致を利用して取引を実行し、それぞれの通貨の価格が調整され一致するまで取引が実行されます。
3つの通貨間の価格が不一致になる機会は頻繁には発生せず、また発生してもすぐに価格が調整されてしまう為、コンピュータによる自動化されたプログラム売買が一般的です。

## 価格の不一致
三角裁定取引の機会は、通貨間の換金価格の均衡が一時的に不完全な状態になった場合にのみ発生する可能性があります。次の式は換金金額の計算を表してます。これは基軸通貨以外の2つの通貨の比率から算出される外国為替市場での為替レートです。
{\displaystyle S_{a/\$}=S_{a/b}S_{b/\$}}
値
{\displaystyle S_{a/\$}} は、通貨aに対するドルの相互為替レートです。
{\displaystyle S_{a/b}} は、通貨aに対するbの相場市場クロス為替レートです。
{\displaystyle S_{b/\$}} は、通貨bに対するドルの相場市場クロス為替レートです。
銀行が見積もった市場のクロス為替レートが、他の通貨の為替レートから暗示される暗黙のクロス為替レートと等しい場合は三角裁定取引の機会はありません。ただし、市場のクロス為替レート間に不一致の状態が存在する場合、 {\displaystyle S_{a/\$}}、および暗黙の相互為替レート、 {\displaystyle S_{a/b}S_{b/\$}}の場合、2つの為替レートの差額で三角裁定取引の利益を得る機会が発生します。

## 三角裁定取引の仕組み

三角裁定取引の例

通貨間の価格不一致が発生すると、それを検出した銀行や機関投資家、トレーダーが三角裁定取引を実行します。
たとえば、A銀行は、B銀行が0.8171 €/$の入札価格でドルを見積もっていること、およびC銀行が1.4650 $/£ の入札価格でポンドを見積もっていることを検出します（つまり、B銀行とC銀行はこれらの通貨をその価格で購入します）。A銀行自体は、これら2つの為替レートで同じ価格を提示しています。A銀行のトレーダーは、D銀行で売値価格（1.1910 €/£）でポンドをクォートしていることを確認します。市場の為替クロスレートは1.1910 €/£ですが、A銀行のトレーダーは1.1971 €/£ (1.4650 × 0.8171 = 1.1971)を認識しています。市場では1ポンドあたり1.1971ユーロであると示唆していますが、D銀行では1.1910ユーロという低価格でポンドを販売しています。A銀行のトレーダーは、B銀行でドルをユーロに交換し、次にD銀行でユーロをポンドに交換し、最後にC銀行でポンドをドルに交換することで三角裁定取引を行うことができます。次は三角裁定取引の手順を示します。
1. A銀行はB銀行に 500万ドルをユーロで売却し、408万5,500ユーロを受け取りました。 ($5,000,000 × 0.8171 €/$ = €4,085,500)
2. A銀行はD銀行に408万5,500ユーロをポンドで売却し、343万311ポンドを受け取りました。 (€4,085,500 ÷ 1.1910 €/£ = £3,430,311)
3. A銀行はC銀行に343万311ポンドをドルで売却し、502万5406ドルを受け取りました。 (£3,430,311 × 1.4650 $/£ = $5,025,406)
4. A銀行は最終的に500万ドルの資本に対して、25,406ドルの利益を獲得しています。

この例でユーロの金額をユーロ/ポンドの為替レートで除算する理由は、為替レートが取引される金額と同様にユーロで引用されているためです。ユーロの金額にポンド/ユーロの相互為替レートを掛けても、ポンドの最終金額を計算できます。

## 収益性
三角裁定取引の機会が存在するだけでは、通貨のミスプライシングを利用しようとするトレーディング戦略が常に利益を上げているとは限りません。電子取引システムでは、三角裁定取引の3つの構成要素の取引を非常に迅速に提出できます。ただし、そのような機会の特定、取引の開始、ミスプライシングを引用した当事者への取引の到着の間には遅延が存在します。このような遅延は数ミリ秒しか持続しませんが、重大であるとみなされます。たとえば、トレーダーが各取引を指値注文した場合、裁定価格のみで約定し市場活動により価格が変動したり、第三者から新たな価格が提示されたりすると、三角裁定取引は成立しません。
外国為替市場や暗号資産市場では、多くの市場参加者がそれぞれの取引機会をめぐって競争しています。三角裁定取引で利益を上げるため、競合トレーダーよりも早くその機会を検出して取引を実行する必要があり、取引の実行速度を上げるためにコンピューターによる自動取引を行う傾向にあります。